# هجوم درعا (مارس–أبريل 2016)
هجوم درعا (مارس 2016) هي عملية عسكرية جارية حالياً بدأتها جماعتين مرتبطتين بتنظيم الدولة الإسلامية هما لواء شهداء اليرموك وحركة المثنى الإسلامية ضد قوات المعارضة السورية في محافظة درعا.

## الخلفية
اتهمت حركة المثنى الإسلامية باختطاف مسؤوليين في درعا وقادة للجيش السوري الحر، وهو ما نفته الحركة. تم تحرير العديد من السجناء من قبل جيش اليرموك لاحقاً. وقد زعم أيضًا أن حركة المثنى تتعاون مع الدولة الإسلامية.
في خضم معركة الشيخ مسكين الثانية في 23 يناير 2016، ضد القوات المسلحة السورية، اندلع النزاع بين حركة المثنى وجيش اليرموك بعد أن قطعت الحركة الطريق المؤدي إلى البلدة. وكان الجيش السوري قادراً على السيطرة على البلدة بعدها بيومين.